# Л’Иль-д’Иё (кантон)
Л’Иль-д’Иё (фр. l'Île-d'Yeu) — кантон во Франции, находится в регионе Пеи-де-ла-Луар, департамент Вандея. Входит в состав округа Ле-Сабль-д'Олон.

## История
Кантон Л’Иль-д’Иё был создан в 1801 году и его состав за это время не менялся. Современный кантон Л’Иль-д’Иё состоит из одной одноименной коммуны, занимающей всю территорию острова Йе в Бискайском заливе в 20 км от атлантического побережья Франции.

## Состав кантона с 22 марта 2015 года
В состав кантона входят коммуны (население по данным Национального института статистики за 2019 г.):
- Л’Иль-д’Иё (4 850 чел.)

## Политика
На президентских выборах 2022 г. жители кантона отдали в 1-м туре Эмманюэлю Макрону 32,4 % голосов против 20,9 % у Марин Ле Пен и 20,6 % у Жана-Люка Меланшона; во 2-м туре в кантоне победил Макрон, получивший 63,0 % голосов. (2017 год. 1 тур: Франсуа Фийон – 25,1 %, Жан-Люк Меланшон – 21,4 %, Эмманюэль Макрон – 19,3 %, Марин Ле Пен – 17,5 %; 2 тур: Макрон – 69,0 %).
С 2015 года кантон в Совете департамента Вандея представляют мэр коммуны Л’Иль-д’Иё Брюно Нури (Bruno Noury) и член совета этой коммуны Кароль Шарюо (Carole Charuau) (оба – Разные правые).
|                | Кандидаты                         | Партия                   | Первый тур | Первый тур     | Второй тур | Второй тур |
| Кол-во голосов | Кандидаты                         | Партия                   | % голосов  | Кол-во голосов | % голосов  |            |
| -------------- | --------------------------------- | ------------------------ | ---------- | -------------- | ---------- | ---------- |
|                | Брюно Нури Кароль Шарюо           | Разные правые            | 781        | 54,85          | 891        | 63,15      |
|                | Патрис Бернар Элен Габори         | Правоцентристский блок   | 416        | 29,21          | 520        | 36,85      |
|                | Жослин Абжан Кристиана Л'Эрондель | Левый блок               | 156        | 10,96          |            |            |
|                | Стефан Бессоне Роме Же            | Национальное объединение | 71         | 4,99           |            |            |

|                | Кандидаты                                    | Партия             | Первый тур | Первый тур     | Второй тур | Второй тур |
| Кол-во голосов | Кандидаты                                    | Партия             | % голосов  | Кол-во голосов | % голосов  |            |
| -------------- | -------------------------------------------- | ------------------ | ---------- | -------------- | ---------- | ---------- |
|                | Брюно Нури Кароль Шарюо                      | Разные правые      | 1 039      | 50,71          | 1 173      | 54,31      |
|                | Франсуа-Ксавье Дюбуа Мари-Тереза Леруа-Ожеро | Разные правые      | 838        | 40,90          | 987        | 45,69      |
|                | Жан-Мари Пети Анна Санчес-Морежон            | Национальный фронт | 172        | 8,39           |            |            |